# Ignacy Zapałowicz
Ignacy Zapałowicz (14. srpna 1821 – 17. července 1893 Zebrzydowice) byl rakouský římskokatolický duchovní a politik polské národnosti z Haliče, v 2. polovině 19. století poslanec Říšské rady.

## Biografie
Působil jako římskokatolický duchovní. Byl děkanem ve Skawině a učitelem na gymnáziu v Rzeszowě. Dosáhl funkce probošta v Zebrzydowicích.
Byl veřejně a politicky aktivní. Zasedal jako poslanec Říšské rady (celostátního parlamentu Předlitavska), kam usedl v doplňovacích volbách roku 1883, poté co zemřel Józef Baum von Appelshofen, za kurii venkovských obcí v Haliči, obvod Wadowice, Myslenice atd. Slib složil 4. prosince 1883.
. Ve volebním období 1879–1885 se uvádí jako Ignaz Zapałowicz, kněz a farář, bytem Zebrzydowice. Patřil mezi polské národní poslance. Reprezentoval parlamentní Polský klub.
Zemřel v červenci 1893. Bylo mu 72 let.